# NGC 2431
NGC 2431 (ook: NGC 2436) is een balkspiraalstelsel in het sterrenbeeld Lynx. Het hemelobject werd op 17 maart 1790 ontdekt door de Duits-Britse astronoom William Herschel.

## Synoniemen
- UGC 3999
- MCG 9-13-42
- ZWG 262.24
- NPM1G +53.0043
- PGC 21711